# 馬六甲海峽歷史城市
馬六甲海峽歷史城市，馬六甲和喬治市（英語：Melaka and George Town, Historic Cities of the Straits of Malacca）是联合国教育、科学及文化组织的世界遗产，當中包含兩座歷史城市－马六甲市和乔治市。

## 城市特點
馬六甲的政府建築物、教堂、廣場和設防讓城市的歷史可以追溯至15世紀的蘇丹國和16世紀初的葡萄牙和荷蘭列強佔領時期，至於喬治市的商住建築則象徵18世紀末開始的英屬時期。马六甲市和乔治市兩座古城展示過去五個世紀中西方的文化與貿易往來，同時描繪了區內沿海城市定居點的發展過程，以及多元種族對文化和建築的發展貢獻，甚至是他們的文化演變，當中包括本地馬來人和中國及南亚移民。
馬六甲上榜世界遺產時使用了馬來文拼法而非較為傳統的英文。

## 入圍標準
兩座古城因為符合了以下的標準，而成為世界文化遺產：
- 標準（ii）「促進人類價值的交流」－兩座城市代表過去五百年，馬來、中華、印度以及三個歐洲列強跨文化貿易的例子[2]；
- 標準（iii）「呈現文明的獨特之證據」－透過各式各樣的不同信仰的宗教建築、民族住宅區、語言和節目，呈現兩座城市的多元文化遺產[2]；
- 標準（iv）「關於呈現人類歷史重要階段的建築類型或者景觀上的卓越典範」－兩座城市反映了不同勢力混合而成的獨特建築、文化及城市景觀，是東亞和南亞獨一無二[2]。

## 登錄歷史
馬六甲海峽歷史城市在2001年登上世界遺產的馬来西亞預備名單。2008年的世界遺產委員會大會上，兩座城市正式上榜世界遺產。
同樣位處马六甲海峡的新加坡和布吉也擁有十分類似馬六甲市和喬治市的多元文化殖民發展歷史，因而曾被評估能否躋身世界遺產。不過新加坡的歷史城區中心在1970年代和80年代遭到大規模拆除和重建，而仍然屹立的歷史物業失去成為世界遺產所需的完整性。至於布吉的歷史城區面積十分之小，缺乏豐富的歷史遺產。
根據2008年國際文化紀念物與歷史場所委員會的報告，馬六甲緩衝區的邊界稍為修改，將已刊憲的三保山華人墳場納入世界遺產。另外，委員會指出兩座城市面臨的主要威脅包括旅遊業的發展和交通流量，長遠而言有氣候暖化帶來的海平面上升及水浸問題。委員會建議未來的管理計劃中，應特別處理這些議題。

## 外部鏈結
- . 2015-09-04. （原始内容存档于2015-09-24） （马来语）. （页面存档备份，存于）
- . UNESCO. （原始内容存档于2018-07-08） （英语）. （页面存档备份，存于）
- . UNESCO. （原始内容存档于2016-06-12） （英语）. （页面存档备份，存于）